# Noyon (distrikt)
Noyon (mongoliska: Ноён Сум, Ноён, Noyon Sum) är ett distrikt i Mongoliet.   Det ligger i provinsen Ömnögobi, i den centrala delen av landet, 700 km sydväst om huvudstaden Ulaanbaatar.